# Церковь Святого Николая (Ростов-на-Дону)
Церковь Святого Николая — приходской православный храм, построенный XIX веке в Ростове-на-Дону. Располагался на Никольской улице (ныне Социалистической) у перекрёстка с Никольским переулком (ныне Халтуринским). В 1930-х годах храм был снесён.

## История
В 1822 году на Никольской улице Ростова-на-Дону был построен небольшой пятиглавый храм. Старостой церкви некоторое время был ростовский купец Иван Фёдорович Нефёдов (Михайлов), который жертвовал на её благоустройство свои средства. В середине XIX было принято решение расширить храм. Проект реконструкции был выполнен в 1854 году титулярным советником Лыковым. 27 сентября 1856 года проект был утверждён императором, и начались работы по расширению храма. В 1860 году работы были завершены. Помимо главного престола во имя Святого Николая в храме появились престол Сретения Господня (правый) и престол Успения Пресвятой Богородицы (левый).
К основному объёму, увенчанному пятиглавием, примыкала трапезная с одноярусной колокольней. Внутри храм имел настенную роспись масляными красками. Святынями храма были иконы Спасителя и Святителя Николая.
В 1895 году при храме открылась церковно-приходская школа. Певческих хор Никольской церкви был известен не только в Ростове, но и за его пределами. Он просуществовал до 1912 года.
В 1927 году храм был передан движению обновленцев. В начале 1930-х храм был закрыт, а к 1936 году полностью снесён. На месте церкви было построено здание средней школы № 55.
В 2000 году на фасаде школы была установлена мемориальная доска с текстом: «На этом месте до 1931 года стоял храм во имя Святителя и Чудотворца Николая, освященный в 1861 году. Доска установлена в год 2000-летия Рождества Христова».